# Стивен Уорд (мюзикл)
Стивен Уорд (англ. Stephen Ward) — мюзикл, премьера которого состоялась в 2013 году в театре Олдвич, Вест-Энд, Лондон. Композитор Эндрю Ллойд Уэббер, либретто и тексты песен Дона Блэка и Кристофера Хэмптона на основе книги последнего, посвящённой политическому скандалу в Великобритании начала 1960-х годов, известному как Дело Профьюмо. Главные роли в постановке исполнили: Стивен Уорд — Александер Хансон, Кристин Килер — Шарлотта Спенсер, Джон Профьюмо — Дэниел Флинн, Евгений Иванов — Айан Коннингем.

## Создание мюзикла
Первый раз о намерении создать шоу на основе дела Профьюмо Ллойд Уэббер сообщил в одном из интервью в феврале 2012 года. Первый предварительный показ мюзикла в исполнении авторов состоялось в Лондоне в начале 2013 года для ограниченного круга актёров и театральных продюсеров. Уже в марте состоялась публичная демонстрация песни — главной музыкальной темы будущего спектакля. Этот трек чуть позже был выпущен на цифровых носителях отдельным изданием. Премьера состоялась в декабре 2013 года в театре Олдвич. Авторами было заявлено, что затраты на его создание превысили 2,5 миллиона фунтов стерлингов. Относительно стоимости других постановок в Вест-Энде эта сумма не является значительной.

## Сюжет
Главная сюжетная линия мюзикла — отрезок жизни 1961—1963 годов популярного и востребованного врача-остеопата, художника, джентльмена из высшего общества Лондона Стивена Уорда — друга звёзд кино и политиков. В ночном клубе Вест-Энда он знакомится с молодой красивой танцовщицей Кристин Килер. Чуть позже он представляет её военному министру Великобритании, миллионеру Джону Профьюмо. Несмотря на то, что он женат, Профьюмо вступает с Кристин в интимную связь. Однако вскоре выясняется, что та одновременно состоит в близости с военно-морским атташе СССР Евгением Ивановым и, вероятно, делится с ним всей информацией, получаемой от военного министра. Профьюмо вынужден уйти в отставку. Уорду было предъявлено обвинение в сутенёрстве. В 1963 году, в тюремной камере, перед оглашением приговора тот покончил с собой, приняв большую дозу снотворного.
В трактовке авторов мюзикла Уорд стал человеком, которого высшее общество обрекло на роль «козла отпущения», покрывая собственные пороки. Эндрю Ллойд Уэббер в одном из интервью сказал: «Мы не выносим приговор, но даём ясно понять, что с ним поступили очень низко. Некоторые убеждены, что это дело является одной из величайших судебных ошибок».

## Отзывы критиков
Ещё до премьеры Эндрю Ллойд Уэббер говорил о том, что доволен проделанной работой. Более того, он назвал её потрясающей, тем более на фоне последних неудач: «У меня не было хита 20 лет. За это время я написал шесть мюзиклов и смирился с тем фактом, что всё, что я делаю, вероятно, никому не нравится».
Однако многие театральные критики назвали спектакль самым крупным и окончательным провалом композитора, который с момента своего последнего триумфа 20 лет назад «накопил не только миллиарды фунтов стерлингов, но и крупные запасы спеси». Сразу несколько изданий приводят заключение обозревателя The Telegraph: «В постановке есть несколько запоминающихся номеров, а вот запоминающегося героя нет». Мюзикл сошёл со сцены уже в марте 2014 года.